# المدينة الاسفنجية
المدينة الإسفنجية هي نموذج للتخطيط الحضري في الصين، اقترحه أولاً كونغجيان يو، ويقوم على تنفيذ بنية تحتية هيدرو-إيكولوجية. تركّز المدن الإسفنجية على الوقاية من الفيضانات وإدارة مياه الأمطار من خلال البنية التحتية الخضراء، بدلاً من الاعتماد الكامل على أنظمة التصريف التقليدية.  يمكن التخفيف من الفيضانات الحضرية، ونقص المياه، وظاهرة الجزر الحرارية عبر تعزيز وجود الحدائق العامة، والحدائق النباتية، والمساحات الخضراء، والمناطق الرطبة، والأشرطة النباتية الجانبية، والرصف النافذ للماء؛ إذ تسهم هذه العناصر في تحسين التنوع البيولوجي البيئي للحياة البرية في المدن، وتقلّل من خطر السيول المفاجئة، من خلال قيامها بدور خزانات طبيعية تتيح التقاط مياه الأمطار، والاحتفاظ بها، وامتصاصها تدريجياً في المياه الجوفية. وقد تم تبنّي هذا النموذج من التخطيط الحضري من قبل الحزب الشيوعي الصيني ومجلس الدولة الصيني كسياسة وطنية للبناء الحضري سنة 2014.   

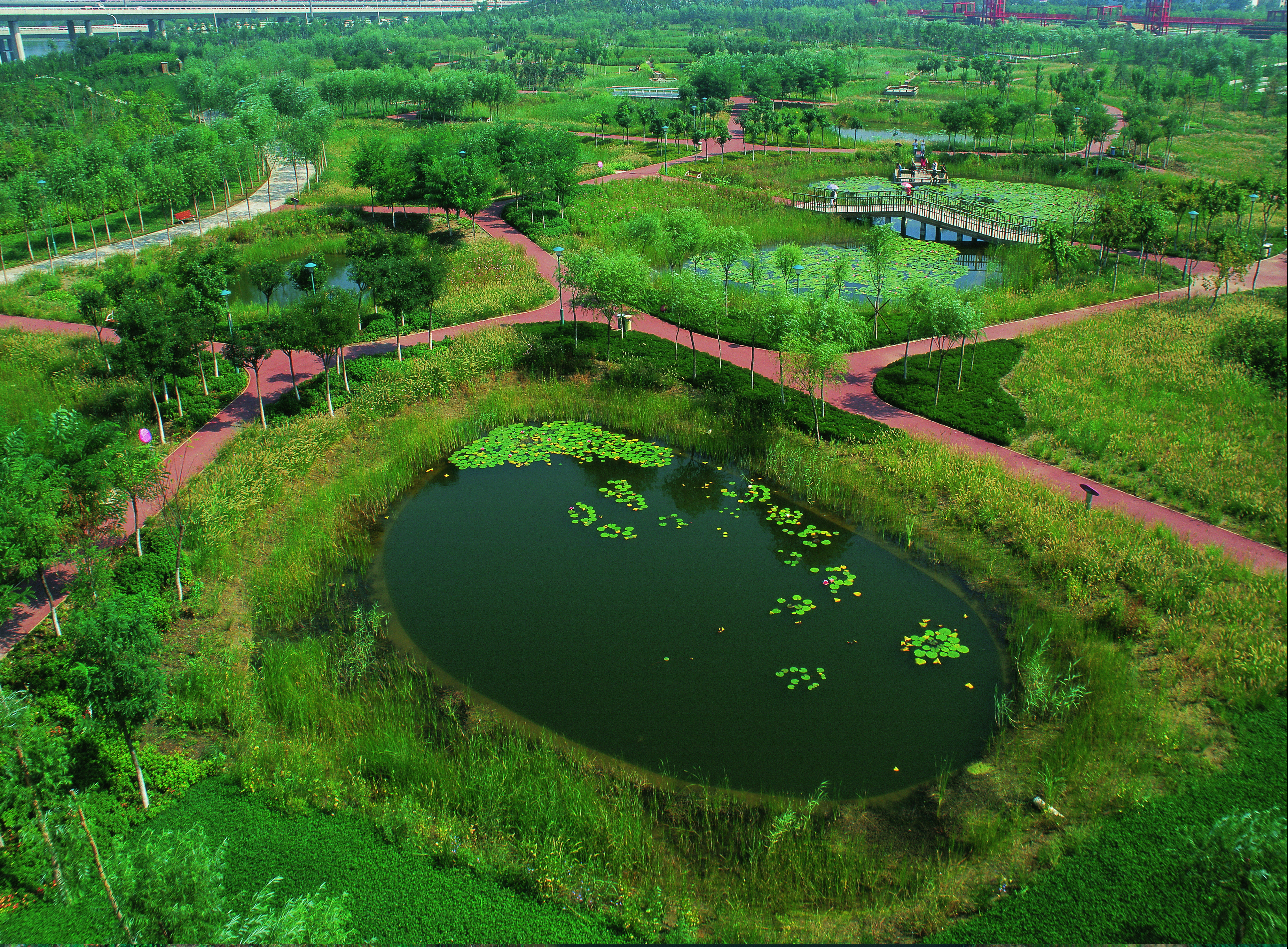
حديقة تيانجين تشياويوان في مدينة تيانجين.

## تصميم المدينة الإسفنجية
تصميم الاسفنجية هو مجموعة من الحلول القائمة على الطبيعة، التي تستخدم المناظر  الطبيعية لالتقاط المياه وتخزينها وتنقيتها. وقد استُلهم هذا المفهوم من الحكمة التقليدية القديمة في التكيف مع التحديات المناخية، وخاصة في مناطق الرياح الموسمية في جنوب وشرق الصين.    وبحسب السلطات الصينية، فإن "المدن الإسفنجية هي جزء من حركة عالمية تُعرف بأسماء مختلفة: 'البنية التحتية الخضراء' في أوروبا، و'التنمية منخفضة الأثر' (LID) في الولايات المتحدة، و'تصميم المدن الحساسة للمياه' في أستراليا، و'البنية التحتية الطبيعية' في بيرو، و'الحلول المعتمدة على الطبيعة' في كندا. ومع ذلك، غالبًا ما يتم الخلط بين مفهوم المدن الإسفنجية وهذه المصطلحات، خصوصًا مع LID، رغم وجود اختلافات جوهرية".  تعتمد المدن الإسفنجية على مفاهيم إيكولوجية وتقنية، في حين تركز LID في الغالب على الحلول التقنية فقط. ويساعد تصميم المدن الإسفنجية في تحسين جودة المياه، واستصلاحها، وإنشاء مواطن بيئية، إضافة إلى وظيفتها الأساسية في الحد من الفيضانات وتنظيم مياه الأمطار.
ربط هذا النموذج بين البنية التحتية الهيدرو-إيكولوجية والطبيعة، ضمن نسيج مشترك يربط بين المدن ومستجمعات المياه، ما يساهم في الحفاظ على النظم البيئية وإحيائها، مما يتيح تعايش النظم البيئية المائية مع البشر. وعلى النقيض من الإدارة الصناعية التقليدية، التي تعمل على تقييد المياه عبر السدود والقنوات والأسفلت لتصريفها سريعًا من الأراضي، تسعى هذه النُهج الجديدة إلى استعادة الميل الطبيعي للمياه في البقاء ضمن مناطق مثل الأراضي الرطبة والسهول الفيضية. 